# Zamek w Ipsheim
Zamek Hoheneck – gotycka budowla znajdująca się w Ipsheim pośród winnic i wzgórz Frankenhöhe.

## Źródła
- Ruth Bach-Damaskinos, Jürgen Schnabel, Sabine Kothes: Schlösser und Burgen in Mittelfranken – Eine vollständige Darstellung aller Schlösser, Herrensitze, Burgen und Ruinen in den mittelfränkischen kreisfreien Städten und Landkreisen. Hofmann Verlag, Nürnberg 1993, ISBN 3-87191-186-0, S. 84–85